# پل‌های ترناو
پل‌های ترناو یا پل‌های آب بر بشرویه مربوط به دوره ساسانیان - دوره سلجوقیان - دوره ایلخانی است که در شهرستان بشرویه  واقع شده، این اثر در تاریخ ۱۹ مرداد ۱۳۷۹ با شمارهٔ ثبت ۲۷۷۶ به‌عنوان یکی از آثار ملی ایران به ثبت رسیده است.

## موقعیت
پل های ترناو در ١ کیلومتری روستای فتح آباد بخش ارسک شهرستان بشرویه قرار  گرفته است.

## ساختمان
پل های ترناو شامل دو سازه معماری سنگی از جنس سنگ و ساروج است.
بر روی تاج پل مجرای آب قرار داشته  و وظیفه اصلی پل انتقال آب توسط مجرای به روستای فتح آباد بوده است. 